# Церковь Святой Ольги (Варшава)
Церковь Святой Ольги — утраченный православный храм в Варшаве, в Лазенках. Относилась к Варшавской и Привисленской епархии Русской православной церкви.

## История
Полковая церковь Гродненского гусарского полка располагалась внутри военного городка, где были расквартированы два полка русской гвардейской кавалерии: Гродненский гусарский и уланский. Часть двухэтажных зданий казарм сохранилась до настоящего времени.
Построена в 1901—1903 годах по проекту Владимира Покровского и освящена во имя Святой Ольги. Церковь имела внушительные размеры: 53 метра в высоту, 32 в длину и 24 в ширину. Главный купол на высоком шатровом основании окружали четыре небольшие главки, над входом возвышалась шатровая колокольня. Нижние два метра стен были облицованы серым гранитом остальная часть — белым кирпичом с терракотовыми украшениями.
Купола церкви были позолочены, крыша покрыта зелёной глазированной черепицей.
Внутри с трёх сторон размещались бетонные хоры, купол и стены были расписаны маслом, пол выложен терракотовой плиткой. Трехъярусный иконостас был вырезан из дерева и вызолочен. Церковь могла вместить до 700 человек, имела паровое отопление и электрическое освещение.
12 июня 1911 года на плацу рядом с церковью был открыт памятник генералу Михаилу Скобелеву, который начинал свою военную службу в Гродненском гусарском полку. Это был бронзовый бюст на четырёхгранной колонне финляндского гранита.
Церковь была снесена в годы II Речи Посполитой.